# Camboya en los Juegos Paralímpicos de Atenas 2004
Camboya estuvo representada en los Juegos Paralímpicos de Atenas 2004 por dos deportistas, un hombre y una mujer. El equipo paralímpico camboyano no obtuvo ninguna medalla en estos Juegos.